# الشيطان يسكن في بيتنا (كتاب)
كتاب الشيطان يسكن في بيتنا هو كتاب من تأليف الدكتور مصطفى محمود يتحدث فيه عن الصراع بين التدين والزيف، بين الحق والباطل، بين اليقين والغرور، بين الدنيا وشهواتها وزيفها وبرزخها وبين التدين اليقيني الممتد الجذور من الأرض الي السماء، يحيك صراعآ واقعيا بأسلوب مسرحي، كيف يكيد انصار الباطل ليزينوة للعامة ولجنود الحق، كيف يمكن الخداع في خضم الحياة وزينتها، يظهر مداخل الشيطان لقلب العابد الزاهد المتصوف، وكيف ان الحق غالب علي الباطل، مظهر لتدابيرة الخفية، كيف أن الله لا يضيع أوليائة وأحبائة حتي وإن خدعوا وبعدوا لفترة، فلنتمسك بطريق الحق والبعد عن البرزخ فطريق الحق فية النجاة في الدنيا والأخرة.

## مقتطفات من الكتاب
- “حينما كان الناس يشتغلون بالسحر أرسل الله لهم سيدنا موسي يُخرج من العصا ثعباناً .. و حينما اشتغلوا بالطب أرسل لهم سيدنا عيسي ليشفي الأبرص ويبرئ الأعمي .. و حينما اشتغلوا بالفصاحة أرسل لهم سيدنا محمد ليتحداهم بالقرآن …”
- “الإنسان ما يبقاش إنسان إلا لحظة ما يقاوم شئ بيحبه أو يتحمل شئ يكرهه... أما حالة الاستسلام لكل نزوة فهي دى الآلية الحيوانية ... السباح بيأكد إرادته لما بيعوم ضد التيار .. أما اللى بيستسلم للتيار يوديه مطرح ما يوديه بيبقى كيان ميت .. مفيش فرق بينه وبين لوح خشب عايم ع الميه .. الإنسانية مقاومة وعمره ما تكون استسلام”
- “مثل عروش الملوك يستولى عليها الملوك في البداية ثم تستولي عليهم في النهاية... وهكذا المال تظنه في البداية خادمك إلى ان تكتشف في النهاية إنك خادمه”
- “عاوز أعرف إيه اللى بيجرى في الخفاء عاوز أعرف الإيدين اللى بتخرب ولحساب مين بتخرب. فيه إغراق متعمد لكل شئ في الجنس والعرى و المخدرات والهزل.. كل محاولة للبناء بتنقلب لمشروع للهدم.. كل واحد له وشين .. ابتسامة ع الفم وخنجر في الظهر.. مبادئ على اللسان وخراب في القلب.. إيمان في العلانية وكفر بكل شئ في السر.. الكل بيحاول يخطف لذة سريعة بأى ثمن .. حتى أنا .. بتغير شوية شوية من غير ما أحس.. حتى أنا أترهل.. و أتحلل كثمرة طيبة تتعفن”

## وصلات خارجية
- فيديو حلقات الدكتور مصطفى محمود.
- مدونة الدكتور مصطفى محمود.
- "كان نائماً في سكينة تامة لم يستيقظ منها": ابنة مصطفى محمود لـ"العربية.نت": العالم الكبير رحل في هدوء،  العربية نت،  31 أكتوبر 2009.
- صفحة مصطفى محمود على موقع أبجد
- صفحة اقتباسات مصطفى محمود على موقع أبجد
- صفحة باسم الدكتور رائعة على الفيس بوك
- الفيلم الوثائقي العالم والايمان على اليوتيوب
- محمود تحميل كتب الدكتور مصطفى محمود كاملة pdf